# Zgromadzenie Narodowe (Czad)
Zgromadzenie Narodowe (Assemblée Nationale) – jednoizbowy parlament Czadu, główny organ władzy ustawodawczej w tym państwie. Składa się ze 188 członków. Dwudziestu pięciu z nich wybieranych jest w jednomandatowych okręgach wyborczych, pozostałych wyłania się w okręgach wielomandatowych. Kadencja trwa cztery lata.